# Podochileae
Podochileae é uma tribo de plantas da família das orquídeas (Orchidaceae) que pertence a subfamília Epidendroideae no grupo das "Epidendroideas superiores" . São plantas verdes, geralmente com pseudobulbos e folhas articuladas; raízes com velame; flores cuja coluna apresenta prolongamento podiforme, sem margens alargadas no ápice nem estipe. Está dividida em duas subtribos, incluindo 28 gêneros  e cerca de 1350 espécies .
Algumas das espécies desta tribo estão entre as preferidas dos colecionadores de orquídeas pois Podochileae inclui gêneros tão populares como Eria, Ceratostylis e Callostylis, Cryptochilus, Bryobium, e Pinalia, todos compostos por espécies de tamanho médio e fáceis de cultivar. Não há espécies nativas do Brasil  apesar de muitas serem comuns em cultivo.

## Distribuição
São gêneros nativos do Sudeste Asiático, Índia e Sri-Lanka, norte da Austrália e Nova Zelandia, com um único gênero, Stolzia, na África tropical .

## Histórico
Esta tribo foi proposta por Ernst Hugo Heinrich Pfitzer em 1887 sendo Podochilus seu gênero tipo . Em 1981, Brieger notou que as flores de muitos gêneros de Podochileae apresentam viscídio portanto esta subtribo deveria estar apartada da subtribo Epidendreae de Epidendroideae . Dressler, em 1981, pensava incluir Podochileae em Epidendreae  mas em 1993 mudou de ideia e restabeleceu-a como subtribo autônoma .

## Descrição
São plantas verdes epífitas, rupícolas or raramente terrestres, apresentando raízes com velame e rizoma; geralmente apresentando pseudobulbos com folhas em seu ápice ou sem pseudobulbos, com folhas ao longo do caule, articuladas ou não, dísticas; inflorescências laterais com brácteas florais; flores normalmente discretas, com sépalas laterais fundidas perto do pé da coluna formando um mento, e pétalas livres menores que as sépalas, de coluna carnosa, com ou sem pé proeminente, normalmente sem asas .

## Filogenia
As relações filogenéticas dentro da subfamília Epidendroideae são complicadas para a tribo Podochileae. Fixadas com parcimônia e modelo baseado em dados de análises individuais da sequência de DNA, não se obtiveram resultados conclusivos sobre seu exato posicionamento dentre os clados de Epidendroideae . Sabe-se porém que não estão próximas de Dendrobiinae ou Vandeae como se pensava duas décadas atrás .

## Subtribos
A classificação das subtribos e gêneros apresentados segue a taxonomia publicada recentemente em Genera Orchidacearum.

### Subtribo Eriinae Bentham
Plantas de flores com polínias ovoides presas a caudículo comum.. Está dividida em 24 gêneros  e cerca de 1150 espécies .
- Appendicula Blume - 131 espécies
- Ascidieria Seidenfaden - 2 espécies
- Bryobium Lindley - 7 espécies
- Callostylis Blume - 52 espécies
- Campanulorchis Brieger - 3 espécies
- Ceratostylis Blume - 145 espécies
- Chilopogon Schlechter - 2 espécies
- Conchidium Griff. - 8 espécies
- Cryptochilus Wall. - 7 espécies
- Cyphochilus Schlechter - 8 espécies
- Dilochiopsis (Hook.f.) Brieger - 1 espécie
- Epiblastus Schlechter - 22 espécies
- Eria Lindley
- Mediocalcar J.J.Sm.
- Mycaranthes Blume
- Notheria P.O'Byrne & J.J.Verm.
- Oxystophyllum Blume
- Pinalia Buch.-Ham. ex D.Don
- Poaephyllum Ridley
- Podochilus Blume
- Porpax Lindley
- Sarcostoma Blume
- Stolzia Schlechter
- Trichotosia Blume

### Subtribo Thelasinae Pfitzer
Plantas de flores com polínias em regra achatadas lateralmente, ou com outros formatos não ovoides, as quais não se encontram presas a caudículo comum.. Está dividida em 4 gêneros  e cerca de 200 espécies .
- Octarrhena Thwaites
- Phreatia Lindley
- Ridleyella Schlechter
- Thelasis Blume